# 迎河镇
迎河镇，是中华人民共和国安徽省六安市寿县下辖的一个乡镇级行政单位。

## 行政区划
迎河镇下辖以下地区：
团结街道社区、立新街道社区、大店村、李台村、瓦房村、肖严村、大台村、双碑村、禹临村、朱祠村、酒流村、新墙村、余楼村和常圩村。